# El destino está escrito
El destino está escrito (Donovan's Echo en V.O.) es una película de suspense sobrenatural canadiense de 2011 dirigida por Jim Cliffe y protagonizada por Danny Glover y Bruce Greenwood.

## Argumento
Donovan Matheson (Danny Glover) es un hombre atormentado por su pasado: arrepentido por colaborar en el Proyecto Manhattan mientras trabajaba como físico con la intención de ayudar al mundo con la fusión fría. La obsesión con el trabajo le sigue martirizando después de perder a su familia en un accidente del que está seguro de que podía haber hecho algo para evitarlo.
Treinta y cinco años después, Donovan regresa a su localidad dónde vivía con su familia y seguir adelante con su vida, sin embargo una serie de déjà vu le llevan a pensar que sus vecinas Maggie y su madre Sarah (Natasha Calis y Sonja Bennett) pueden estar destinadas a morir coincidiendo con el aniversario de la muerte de su mujer e hija.

## Reparto
- Danny Glover es Donovan Matheson.
- Bruce Greenwood es Finnley Boyd.
- Natasha Calis es Maggie.
- Sonja Bennett es Sarah.
- David Lewis es Kit.
- Ian Tracey es Ray.

## Producción

### Desarrollo
Tras el éxito obtenido con su cortometraje Tomorrow's Memoir, Jim Cliffe estuvo pensando en producir un largometraje relacionado con un déjà vu. Como guionistas, Peter Jackson, Fran Walsh y Melodie Krieger (su mujer) ayudaron a producir la película. Desde un principio, los dos se imaginaron a un protagonista entrado en años con un pasado trágico portando sobre sí una vida de sufrimientos y que experimenta sensaciones que no alcanza a comprender. El trasfondo trágico de Donovan incluye el haber estado involucrado en el Proyecto Manhattan como físico. En una entrevista, Jim declaró: 

Pensé que sería interesante crear un personaje con una serie de funciones para explorar todo lo que hay detrás de él. Hubo momentos de nuestra historia que jamás fueron indagados a fondo en el cine contemporáneo.

A finales de 2007, el primer borrador de Donovan's Echo quedó cuartofinalista en la Asociación de Guionistas Nicholl de la Academia de Artes y Ciencias Cinematográficas. Quedó en tercer lugar entre 3.000 guiones cinematográficos internacionales en los premios PAGE. A medida que el argumento llamaba la atención de los estudios de Hollywood, el director se puso en contacto con el productor Trent Carlson, con el que ya trabajó anteriormente como actor. El productor accedió a producir el film y junto a las productoras Andria Spring y Mary Anne Waterhouse dieron unos retoques al guion con el objetivo de refinar la trama.
Otra incorporación a la producción fue la del amigo del cineasta y también actor Lance Priebe, con quién coincidiera a finales de los años 90. En aquel entonces Priebe diseñó un videojuego infantil titulado Club Penguin y que en 2007 cedió los derechos a The Walt Disney Company.

### Audiciones
Para interpretar al personaje principal hubo bastantes candidatos, siendo uno de los cuales el "favorito" para el director: Danny Glover, conocido por sus trabajo en películas como El color púrpura y Lethal Weapon entre otras producciones. Junto a él se unieron los actores: Bruce Greenwood, Natasha Calis, Sonja Bennett, David Lewis e Ian Tracey

### Rodaje
El rodaje tuvo lugar a finales de 2010 en Vancouver, Maple Ridge, Fort Langley y Pitt Meadows (estas tres localidades en Columbia Británica, Canadá) a lo largo de veinte días. La escena del puente tuvo lugar en el río Harrison.

## Recepción
Las críticas recibidas por parte de la crítica fueron en su mayoría positivas. The Toronto Film Magazine apuntó: "[la película] dispone de una atmósfera misteriosa que no deja indiferente a nadie y con grandes interpretaciones que trata el tema sobre la esperanza y la aceptación. Donovan's Echo's es un buen inicio para Jim Cliffe". David Voigt de The Toronto Examiner declaró: "es un drama completo y bien elaborado con un poco de ciencia ficción" y añadió que "es un buen rompecabezas con una moraleja que bien podría ser un homenaje a Rod Serling". La interpretación de Glover también fue alabada por varios medios.